# Torre de Juan Abad
Torre de Juan Abad là một đô thị thuộc Ciudad Real, Castile-La Mancha, Tây Ban Nha. Đô thị này có dân số là 1.381.

## Dân số
| 1991  | 1996  | 2001  | 2004  |
| ----- | ----- | ----- | ----- |
| 1.782 | 1.521 | 1.376 | 1.349 |